# Uncia (lengtemaat)
Uncia (Latijn voor 'een twaalfde', mv. unciae) is een Romeinse lengtemaat, een twaalfde deel van een pes, de Romeinse voet.
Een uncia is ongeveer 24,6 millimeter. 3 unciae is gelijk aan 1 palmus minor, 12 unciae is 1 pes, 18 unciae is 1 cubit en 30 unciae is 1 gradus of pes sestertius. De benamingen van de Engelse maten inch en ounce zijn afgeleid van "uncia".

## Romeinse lengtematen
De meeste Romeinse lengtematen zijn gebaseerd op de pes, de Romeinse voet. De oorspronkelijk Griekse stadium en Keltische leuga werden door de Romeinen gestandariseerd op respectievelijk 625 en 7500 pedes.
| Romeinse maat | Nederlands     | Vergelijkbaar met | Lengte  |
| ------------- | -------------- | ----------------- | ------- |
| Digitus       | Vingerbreedte  |                   | 18,5 mm |
| Uncia         | Duimbreedte    | Duim              | 24,6 mm |
| Palmus minor  | Handbreedte    | Palm              | 74 mm   |
| Palmus major  | Handlengte     | Palm              | 222 mm  |
| Pes           | Voetlengte     | Voet              | 296 mm  |
| Cubit         | Onderarmlengte | El                | 444 mm  |
| Gradus        | Stap           |                   | 0,74 m  |
| Passus        | Pas            |                   | 1,48 m  |
| Pertica       | Paal           | Roede             | 2,96 m  |
| Actus         | Weg            |                   | 35,52 m |
| Stadium       | Baanlengte     |                   | 185 m   |
| Milia passuum | 1000 passen    | Mijl              | 1482 m  |
| Leuga         | 1,5 mijl       |                   | 2223 m  |